# Ulftse Gecombineerde HV
UGHV is een Nederlandse handbalvereniging uit het Gelderlandse Ulft. De club is opgericht op 3 februari 1955 als Ulftse Girls.

## Geschiedenis
UGHV staat voor Ulftse Gecombineerde Handbal Vereniging. De handbalvereniging werd oorspronkelijk onder de naam R.K. Dames Handbalvereniging Ulftse Girls opgericht. De naam Ulftse Girls kwam uit het feit dat het damessportvereniging betrof en het initiatief tot de oprichting werd genomen door het toenmalig bestuur van de voetbalvereniging Ulftse Boys was.